# 大流士三世
大流士三世（古波斯楔形文字：𐎭𐎠𐎼𐎹𐎺𐎢𐏁 Dārayavahuš；前380年—前330年），是波斯阿契美尼德帝國最後一任國王，希臘人稱他為科多曼努斯（Codomannus），而巴比倫人稱他原名為阿塔沙塔（Artashata）。統治時間從前336年－前330年。是阿塔薛西斯二世的侄孫。
身為維齊爾的宦官巴戈阿斯為了獨掌大權，殺死了阿爾塔薛西斯四世之後，擁立大流士三世為君主。大流士三世起初受制於巴戈阿斯，而後他先發制人，賜死了巴戈阿斯。大流士三世掌控大權後，很快就發現他面對的是一個即將分崩離析的帝國，心懷不滿和忠誠有問題的總督們控制帝國廣大的區域，帝國治下的許多異族也心存異心，尋找機會叛變。然而大流士三世無力處理。
前334年，西方的馬其頓國王亞歷山大大帝率領大軍入侵波斯帝國，在多場戰役中擊敗人數眾多的波斯軍，並於前331年攻下帝國首都波斯波利斯，整個波斯帝國大部分區域被亞歷山大控制。波斯即將淪亡時，總督貝蘇斯兵變，挾持並軟禁了大流士三世，貝蘇斯為了不讓亞歷山大擄獲大流士三世，將大流士三世殺死，自立為王。

## 早期統治期間
科多曼努斯算是波斯國王阿塔薛西斯三世的遠親，他的父親是阿薩米斯，祖父是阿塔薛西斯二世的兄弟奥斯塔尼兹，母親是阿爾塔薛西斯二世的女兒西緒甘碧絲。科多曼努斯早年相當勇敢傑出，在他還只是個皇家的信使時，曾經跟隨阿塔薛西斯三世討伐卡度斯人（Cadusii），並於兩軍對決時，他在陣前的單挑中獲得勝利。之後，他擔任亞美尼亞的總督。
波斯國王阿塔薛西斯三世所有兒子裡除了阿爾塞斯以外，都被身為維齊爾的巴戈阿斯以暗殺的方式除去，巴戈阿斯因此讓阿爾塞斯登上王位，成為他的傀儡。當巴戈阿斯發覺阿爾塞斯漸漸不受到控制，於是他在前336年殺掉阿爾塞斯。因為阿塔薛西斯三世的兒子都已經全被殺了，巴戈阿斯就讓同為阿契美尼德王室的科多曼努斯於前336年繼承王位。科多曼努斯大約在46歲時繼承王位，並採用大流士三世這個名字。而巴比倫泥板的朝代預言（Dynastic Prophecy）卻暗示他是以叛變者身分取得王位。
大流士三世起初受制於巴戈阿斯，但他試圖擺脫巴戈阿斯控制。巴戈阿斯知道大流士不會為他所從，決定要在宴會中毒死這位國王，然而大流士早有警覺，逼迫巴戈阿斯自己喝下毒藥身亡。大流士三世掌控大權後，很快就發現他面對的是一個即將分崩離析的帝國，心懷不滿和忠誠有問題的多位總督控制帝國廣大的區域，帝國治下的許多異民族也心存異心，尋找機會叛變，如自稱埃及法老的卡巴巴希（Khababash）在大流士繼位前就已發動叛亂。儘管大流士剛上任一年就平定埃及的叛亂，但傳統史家多認為大流士三世如同歷任亡國之君一樣，缺乏統治帝國的經驗和有為的抱負，並認為大流士資質平庸，當帝國遇到此危機時，他沒有管理廣大疆域的傑出才能。
在前336年，馬其頓國王腓力二世稱霸希臘城邦，並籌組科林斯同盟，準備發動聖戰入侵波斯帝國，來為波希戰爭中波斯軍入侵希臘以及雅典神廟被焚毀一事復仇。腓力二世派出將軍帕曼紐和阿塔羅斯率領先遣部隊入侵帝國的小亞細亞領地，以「解放波斯治下的希臘城邦」為號召。這支先遣軍奪下特洛伊到門德雷斯河（Maiandros river）一帶，就當腓力的大軍整裝待發前刻，腓力遭到暗殺，他的兒子亞歷山大大帝被迫中止入侵計畫，並優先處理馬其頓內部和鞏固希臘各地的問題。

## 對抗亞歷山大大帝

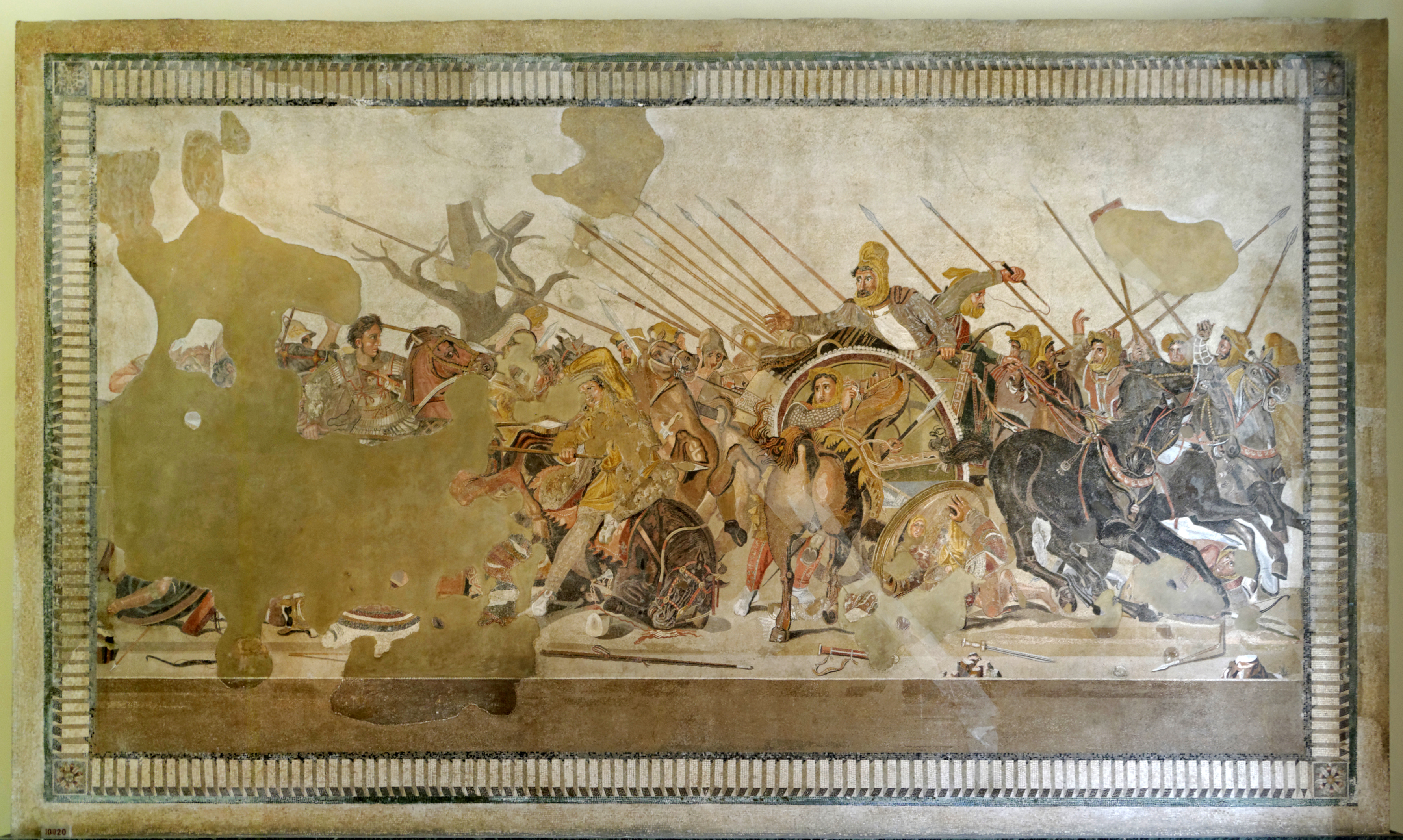
大流士三世與亞歷山大大帝對決，出自亞歷山大馬賽克

前334年春季，繼承馬其頓王位的亞歷山大大帝已經安穩希臘各地，再度透過科林斯同盟穩住馬其頓霸權。亞歷山大繼續其父的計畫，帶領馬其頓和希臘聯軍入侵小亞細亞，開始了亞歷山大大帝東征。當亞歷山大剛入侵小亞細亞之刻，大流士三世並沒有親臨前線，這主要是因為在一開始就沒徵狀可以讓大流士三世預料到亞歷山大的野心大到要征服整個帝國、整個亞洲，加上他可能認為當地的總督們可以妥善處理這次敵軍入侵，畢竟他們先前就抵擋住馬其頓帕曼紐的先遣部隊。結果大流士待在後方，並由總督們去處理這次危機。亞歷山大隨即在格拉尼庫斯河戰役擊敗當地波斯總督們所率領的波斯軍，獲得勝利，這結果導致波斯帝國喪失小亞細亞大半。
之後大流士三世在格拉尼庫斯河戰役後一年半的時間組織大軍，並於前333年親自率軍去對抗亞歷山大。在伊蘇斯戰役前刻，大流士三世可能是有意或無意中迫使亞歷山大來到自己所事先選定的戰場作戰，大流士三世的士兵數量在現代史家估計中，至少也比亞歷山大的軍隊多1倍。然而，波斯軍的素質明顯不如馬其頓軍，古希臘歷史學家阿里安記載，當亞歷山大率領騎兵一舉朝波斯軍左翼正面打擊過去，波斯軍陣列隨即遭到突破，大流士從他的戰車上看到自軍陣列遭到切斷，且自身安危發生立即危險，儘管戰役中波斯中央的希臘雇傭軍已經在馬其頓方陣中攻破一個缺口，他仍立刻倉皇逃逸。而其他的记载则称大流士三世直至波斯中央军大败、数名波斯将领在战车前阵亡、驾驶战车的马匹收了重伤无法战斗之后才离开战场。著名的亚历山大马赛克中也描绘了大流士和亚历山大近距离交战的景象。大流士三世為了尋求自身安全，逃亡的動作之匆促，以至於一路上捨棄他的戰車、盾、弓、斗篷和其他物件，這些東西都被追擊在後的亞歷山大軍隊所尋獲。波斯軍的大營也被馬其頓軍占領，並俘虜營中大流士三世的家眷，其中包含他的王后、女兒、母親等等。希臘西西里的狄奧多羅斯和查士丁的史料也提到這次大流士三世逃逸。大流士三世的逃逸并不是缺乏勇气的象征。希腊史料上也说大流士三世是勇敢的人。大流士三世的逃逸可能更出于宗教上的考虑：波斯人认为国王是连接神与人间的纽带，因此国王不应该草率地战死在战场上。
在遭到這次慘敗後，大流士三世企圖以優渥條件與亞歷山大求和，並數次請求歸還家眷，但皆遭到亞歷山大拒絕。無奈下，他在之後短短兩年內再度重組一支規模更龐大的軍隊，但大流士三世依舊採取守勢戰術，他坐等亞歷山大進攻。在這段期間，被俘虜的大流士三世姊妹，同時也是他的王后斯妲特拉一世，她雖然是俘虜身份但亞歷山大仍以皇家之禮對待，據說她在前331年之前於亞歷山大軍中因難產而過世，這件事終究傳到大流士三世的耳中，大流士三世得知這個悲訊又知亞歷山大對待他家眷的風度，更知他的王后並沒有受到敵人的羞辱，他相當感激、敬佩亞歷山大高尚的人格，並直到臨終前大流士三世都惦記這件事。

### 高加米拉戰役

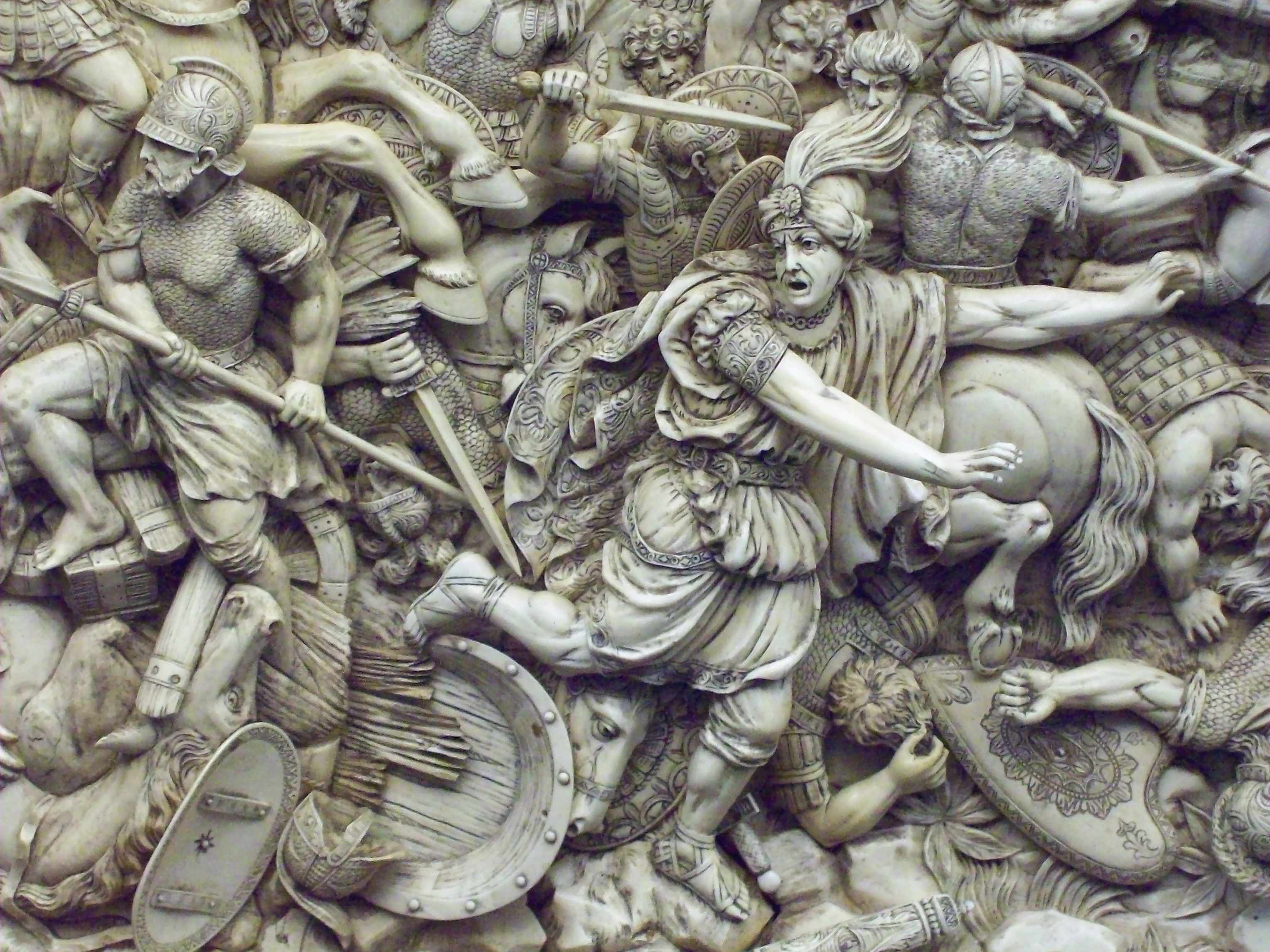
大流士在高加米拉戰役中逃遁，出自18世纪象牙浮雕

雖然大流士三世已經丟掉半壁江山，但他仍召集各地總督，並建立一支大軍。前331年，兩軍在美索不達米亞的高加米拉戰役展開決戰，大流士在這次戰役的一些條件比伊蘇斯戰役時更有利，他的軍隊又更龐大，數目上比馬其頓軍多了更多，戰場又由他選定且經過特別整理，使他的調度可以不受限制。
戰役中，人數眾多的波斯軍成功迫使馬其頓軍左翼陷入苦戰，在馬其頓中央方陣甚至一度被波斯軍突破，有支波斯騎兵甚至殺入馬其頓後方的大營內企圖解救大流士家眷。然而，亞歷山大巧妙的抓到大流士在左翼一個軍事調度上的失誤，率領騎兵一舉朝著這個缺口衝鋒。在此決定性打擊下，亞歷山大所率領的部隊一路殺到大流士所在的位置前。
歷史學家們多認為儘管當時波斯軍尚未明顯戰敗，但大流士三世再度怯懦，他又一次捨棄他的軍隊逃跑，率先保命去了。隨著大流士三世逃遁，他的龐大軍隊隨即土崩瓦解，那一天上萬的波斯軍士兵戰死，更多遭到俘虜，這場戰役標誌著波斯帝國的覆滅，此戰後大流士三世儘管還想再度與亞歷山大一爭高下，捍衛他的帝國，但他再也沒有辦法召集一支能與亞歷山大對抗的大軍。
而當時美索不達米亞的《巴比倫編年史》中的古代楔形文字泥板卻記載當時是波斯軍隊先捨棄大流士三世潰逃：
“ ....敵對兩方互相交戰，....遭受嚴重打擊，他的軍隊遺棄了國王，也遺棄了他們的城市，他們逃到古提（約在札格羅斯山脈中部）去了。 ”
希臘史家西西里的狄奧多羅斯之記載：「當亞歷山大逐漸靠近大流士時，他向大流士三世丟了一支標槍，但沒有射中大流士三世，反而射中大流士三世身後的戰車駕駛，而駕駛中槍落地。這使得波斯軍中離大流士三世有一段距離的士兵誤以為國王陣亡了，起初一部分人開始潰逃，之後從一個接著一個潰退，到一小群接著一小群潰逃，終使得大流士三世的衛隊全面敗退，當大流士三世發覺身旁的士兵們都潰散了，開始撤退。最後才演變成波斯軍全線潰散」。狄奧多羅斯也讚揚大流士的撤退戰術：「大流士三世利用騎兵揚起大量塵土，使追擊的亞歷山大無法準確敵人的撤退方向。在塵土的掩護之下大流士不是往後方撤退，而是反向撤往馬其頓軍後方的村莊，因而安然躲過（戰役後）亞歷山大的追擊。」
高加米拉戰敗後，大流士三世逃往米底亞的埃克巴坦那召集敗兵，並且希望能再度組建一支新的軍隊。同時，亞歷山大率領軍隊捲襲了巴比倫、蘇薩和帝國首都波斯波利斯。當亞歷山大奪下波斯波利斯後，他下一步就是要趁大流士三世的新軍還未完成，搶先攻擊大流士三世。

## 政變
自從高加米拉戰敗以後，大流士三世仍一心想重建軍隊，期待能再跟亞歷山大決一死戰。然而經過高加米拉戰敗和波斯波利斯淪陷，大流士三世的威望遭到沉重打擊，他剩下那些忠誠有問題的總督們蠢蠢欲動，加上亞歷山大對於已征服地區的寬容政策，如巴比倫、波斯地區，亞歷山大仍讓波斯人治理該地，並給予一定的自治權力。這使得波斯的部分總督們不再如此堅定效忠大流士三世。
在那時，大流士三世在米底亞的埃克巴坦那已經湊足6,000名步兵、3,000名騎兵，因為現有軍隊還無法與亞歷山大對抗，他設想假使亞歷山大繼續朝他進攻，他將要堅壁清野往東撤退，使亞歷山大的補給無法朝遙遠的巴克特利亞入侵。後來，大流士三世轉向北方西徐亞等游牧部落聯盟，期待與西徐亞盟軍能前來一起擊敗亞歷山大。然而，西徐亞人最後沒有來幫助大流士三世，在沒有勝利條件下大流士三世只得維持最初計畫率軍通過里海關，往巴克特里亞退去。儘管大流士三世一心想奮戰到底，但他已經沒有多少威望能讓其他人信服，在退兵過程中軍隊士氣低下，且亞歷山大在後追擊迅速，一些部隊因恐慌而逃逸，他的部分將軍甚至認為大流士三世能力不夠以領導作戰，最後以巴克特里亞總督貝蘇斯為首的東方總督們開始起了陰謀，甚至負責皇家衛隊和謁見事務的那巴贊斯（Nabarzanes）也加入其中。
身為皇族的貝蘇斯和那巴贊斯開始向大流士三世逼宮，他們一開始希望大流士三世能把軍隊重建和軍權交由貝蘇斯主導，並聲稱他們把亞歷山大擊敗後會這些權利交還給國王，大流士三世聽了明確表示拒絕，這讓貝蘇斯和他的同夥越來越想把一直吃敗戰的大流士三世趕下王位。大流士三世的希臘雇傭軍將軍帕特龍（Patron）向大流士三世示警，建議國王由希臘雇傭軍來擔任皇家衛隊，並認為在防範貝蘇斯和那巴贊斯等人之刻希臘傭兵比那些波斯裔衛隊來更可靠。但大流士三世沒有聽從這項建議，因為現實上沒有東方各總督協助下很難對抗亞歷山大，因此他已經絕望並接受他的命運。貝蘇斯、那巴贊斯、阿利亞總督薩提巴贊斯（Satibarzanes）等人最後發動政變，把大流士三世抓住並挾持，他們把大流士三世押入蓬車中，繼續率軍往西部撤退。

## 身亡
然而，這場政變並不是所有大流士三世臣子都支持，一些人如阿爾塔巴左斯和希臘雇傭軍逃離貝蘇斯的行列，一些人則投降亞歷山大，因此亞歷山大一聽聞大流士三世被挾持，連忙率領騎兵和輕裝步兵親自追擊，甚至最後連夜急行軍。亞歷山大的騎兵最終追到波斯軍隊，那時波斯士兵完全沒有預期敵人迫近，因此陷入恐慌之中四處逃逸，貝蘇斯本想帶著大流士三世一起逃走，但馬其頓追兵越來越近，貝蘇斯最後決定殺了大流士三世，他們用標槍刺傷了大流士後就連忙逃走。

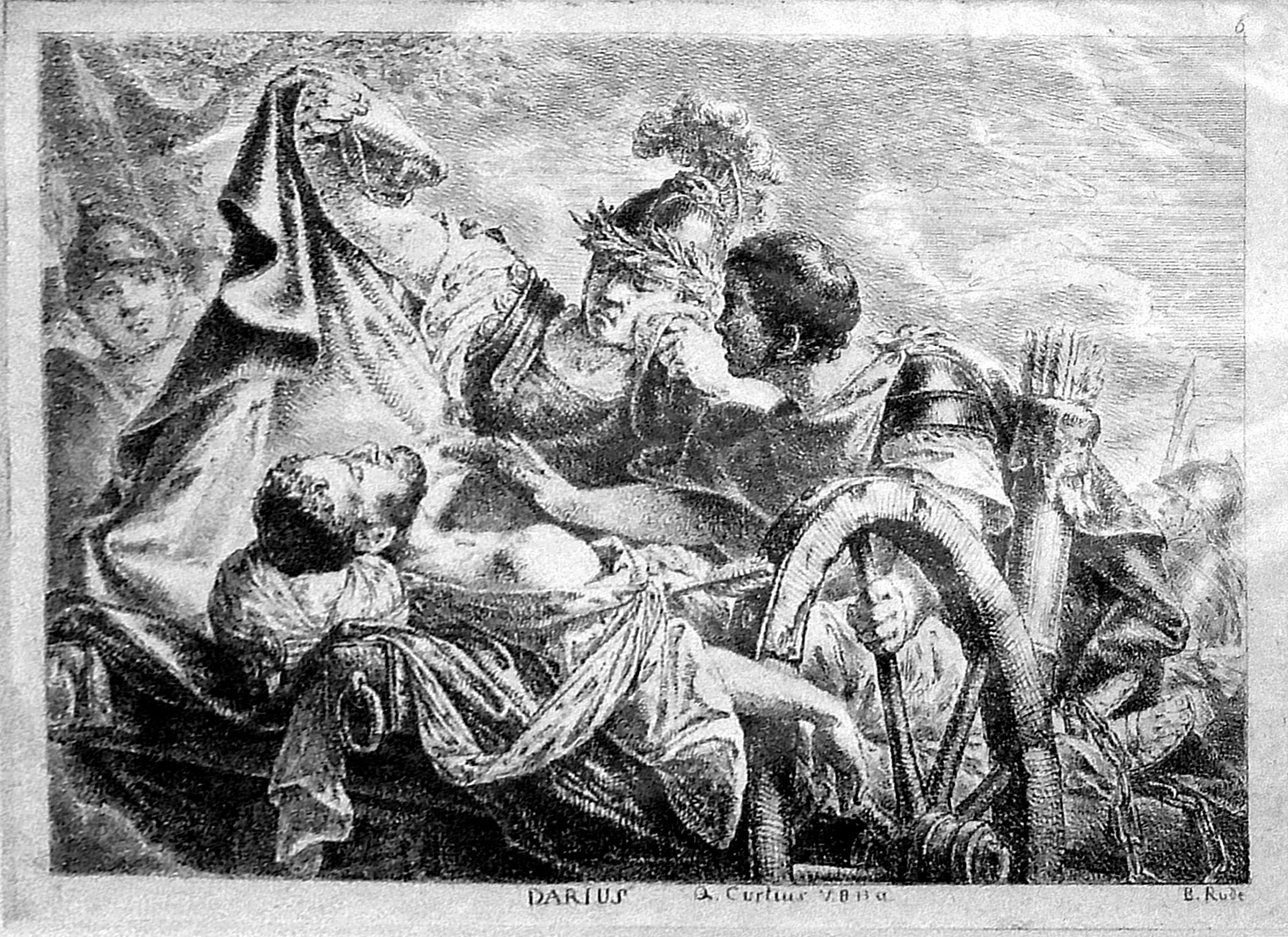
亞歷山大大帝為大流士三世的屍體覆上自己的斗篷

一位在後追擊的馬其頓士兵發現了重傷的大流士三世，大流士三世那時已經瀕死，他向士兵要了一點水喝後，感激那位士兵的仁慈，並希望士兵能為他向亞歷山大傳達，表達他對亞歷山大仁慈對待他家人的感謝，大流士三世隨後就此逝世。很快，亞歷山大親自趕到現場，他惋惜沒見到大流士三世最後一面，甚至脫下自己的斗篷來為大流士三世的屍體覆上。後來亞歷山大命人為大流士三世舉辦隆重的葬禮，讓他安葬於波斯波利斯的歷代波斯國王的皇陵，亞歷山大藉由這些舉動宣示他成為波斯的新一代國王，在這之後，亞歷山大將要為大流士斯報仇並排除任何聲稱是波斯國王的人，因為貝蘇斯在大流士三世死後已經開始使用波斯國王頭銜，自稱為阿爾塔薛西斯。
貝蘇斯最終還是落入亞歷山大大帝的手中，在拷刑後被以波斯叛變者傳統方式處決。亞歷山大在遠征印度後，於前324年蘇薩集體婚禮中娶了大流士三世的女兒斯妲特拉。僅管大流士三世擁有一些人格上的美德，但一些史學家多認為他是個懦夫且無能，在他的統治期間中，龐大的波斯帝國遭到入侵最後並亡了國。

## 腳註
1. ↑  查士丁 10.3; cf. 西西里的狄奧多羅斯. 17.6.1-2
2. ↑  普魯塔克, Life of Alexander 18.7-8, First Oration on the Fortune or the Virtue of Alexander, 326.D.
3. ↑  西西里的狄奧多羅斯 17.5.6.
4. ↑  Hermann Bengtson, History of Greece from the Beginnings to the Byzantine Era, p. 205.
5. ↑  George Cawkwell, The Greek Wars: The Failure of Persia, p. 209
6. ↑  阿里安, 亞歷山大遠征記.
7. ↑  John Prevas, Envy of the Gods: Alexander the Great's Ill-Fated Journey across Asia (Da Capo Press, 2004), 47.
8. ↑  普魯塔克, Life of Alexander 21.2-5.
9. ↑  普魯塔克, Life of Alexander, 30.1
10. ↑  Prevas 48
11. 1 2  Ulrich Wilcken, Alexander the Great.
12. 1 2 3  N.G.L. Hammond, The Genius of Alexander the Great.
13. ↑  Prevas 60
14. ↑  Prevas 64-5
15. ↑  Prevas 69
16. ↑  Prevas 71
17. ↑  W.W. Tarn, Alexander the Great.

## 來源
Prevas, John. Envy of the Gods: Alexander the Great's Ill-Fated Journey across Asia. Da Capo Press, 2004.

## 外部連結
- A detailed biography of Darius
- A genealogy of Darius（页面存档备份，存于）
- Pothos.org: Darius III (Codomannus)

| 大流士三世 阿契美尼德王朝出生于：前380年逝世於：前330年 | 大流士三世 阿契美尼德王朝出生于：前380年逝世於：前330年 | 大流士三世 阿契美尼德王朝出生于：前380年逝世於：前330年 |
| ------------------------------------------------------- | ------------------------------------------------------- | ------------------------------------------------------- |
| 前任者： 阿爾塞斯                                       | 阿契美尼德王朝 前336年－前330年                         | 繼任者： 阿契美尼德帝國滅亡 僭號者 貝蘇斯               |
| 前任者： 阿爾塞斯                                       | 亞洲之王 前336年－前330年                               | 繼任者： 亚历山大三世（第三十二王朝）                   |
| 前任者： 阿爾塞斯                                       | 埃及法老 XXXI Dynasty 前336年－前330年                  | 繼任者： 亚历山大三世（第三十二王朝）                   |